# Władysława Nowak-Steffen
Władysława Nowak-Steffen właściwie Władysława Steffen z domu Nowak pseudonim „Hanka” (ur. 1917, zm. 9 lutego 2016) – polska pielęgniarka, działaczka podziemia niepodległościowego w czasie II wojny światowej.

## Życiorys
W 1939 uzyskała dyplom Szkoły Pielęgniarstwa Polskiego Czerwonego Krzyża w Poznaniu. Podczas polskiej wojny obronnej we wrześniu 1939 należała do personelu pociągu sanitarnego (została ranna podczas bombardowania pod Iłowem). Była pielęgniarką prowizorycznego szpitala dla polskich jeńców wojennych w Łodzi, umożliwiając ucieczkę osobom zagrożonym aresztowaniem, a następnie działała w konspiracji, w ramach Armii Krajowej. Organizowała między innymi pomoc medyczną oraz szkolenia z zakresu pierwszej pomocy. Za swoją działalność była aresztowana i więziona przez Gestapo. 
Po wojnie pełniła między innymi funkcję przełożonej pielęgniarek w Instytucie Neuropsychiatrii w Poznaniu oraz w Szpitalu Kolejowym w Pruszkowie. Za swoją okupacyjną działalność została w 1965 odznaczona wraz z Lubą Blum-Bielicką – Medalem Florence Nightingale. 
Zmarła 9 lutego 2016 roku w wieku 99 lat. Uroczystości żałobne związane z jej pogrzebem odbyły się 13 lutego 2016 w kościele Przemienienia Pańskiego w Pruszkowie przy ulicy Powstańców 2/4 na terenie Szpitala Tworkowskiego.

## Wybrane odznaczenia
- Krzyż Walecznych[1],
- Medal Florence Nightingale (1965)[1],
- Odznaka Honorowa Polskiego Czerwonego Krzyża III stopnia[1],
- Odznaka honorowa „Za wzorową pracę w służbie zdrowia”[1].